# Brachistus knappiae
Brachistus knappiae är en potatisväxtart som beskrevs av Mont.-Castro, Sousa-Peña. Brachistus knappiae ingår i släktet Brachistus och familjen potatisväxter. Inga underarter finns listade i Catalogue of Life.